# Passy-en-Valois
Passy-en-Valois è un comune francese di 163 abitanti situato nel dipartimento dell'Aisne della regione dell'Alta Francia.

## Società

### Evoluzione demografica
Abitanti censiti